# Józef Iwulski
Józef Franciszek Iwulski (ur. 14 marca 1952 we Wrocławiu) – polski prawnik, sędzia Sądu Najwyższego, w latach 2016–2021 prezes Sądu Najwyższego kierujący Izbą Pracy i Ubezpieczeń Społecznych.

## Życiorys
Syn Franciszka i Marii, pracowników umysłowych miejscowej Komendy Wojewódzkiej MO. W 1975 ukończył studia prawnicze na Wydziale Prawa i Administracji Uniwersytetu Wrocławskiego. Od 1 września 1975 do 31 sierpnia 1978 odbył aplikację w Sądzie Wojewódzkim w Krakowie. W międzyczasie (3 stycznia 1976) został powołany do odbycia przeszkolenia w ramach wojskowego szkolenia studentów, które w ówczesnym stanie prawnym było jedną z form obowiązkowej służby wojskowej. Przeszkolenie odbył w Szkole Oficerów Rezerwy w Ośrodku Szkolenia Wojskowej Służby Wewnętrznej w Mińsku Mazowieckim. Od 2 lipca 1976 odbywał praktykę w Oddziale WSW w Krakowie na stanowisku podoficera prewencji Wydziału Prewencji. Uchwałą Rady Państwa z 6 grudnia 1976 został mianowany podporucznikiem, a 21 grudnia tego roku został przeniesiony do rezerwy. W okresie od 30 września 1982 do 21 marca 1983 oraz od 6 października do 30 grudnia 1986 odbywał długotrwałe ćwiczenia wojskowe na stanowisku sędziego Wojskowego Sądu Garnizonowego w Krakowie. 24 grudnia 1982, w okresie stanu wojennego został mianowany porucznikiem, a w 1987 kapitanem. Aktywnie orzekał w okresie stanu wojennego w Polsce.
W szkole średniej i na studiach był członkiem Związku Socjalistycznej Młodzieży Polskiej i Socjalistycznego Związku Studentów Polskich.
W latach 1982–1983 co najmniej czterokrotnie był w składach sądów wojskowych, które skazywały za działalność opozycyjną w stanie wojennym. Sam Iwulski twierdził w wywiadzie z 2008, że poza jedną, nie pamięta ich. Jak wynika z danych w archiwach i katalogach IPN, od 3 grudnia (1982) do 26 stycznia (1983) Józef Iwulski brał udział w wydaniu siedmiu wyroków na łącznie 16 opozycjonistów. Trzech z nich zostało uniewinnionych, a 13 skazanych, z czego 9 w zawieszeniu, a 4 na kary więzienia. W najwcześniejszych wyrokach sędzia zgłaszał zdanie odrębne i dążył do złagodzenia wyroku przynajmniej wobec 4 osób. Sąd Najwyższy zakwalifikował w wyroku jeden z wyroków Iwulskiego polegający na pozbawieniu wolności jako zbrodnię przeciwko ludzkości, przy czym zgłoszono również zdanie sędziego kwestionujące traktowanie wyroków jako zbrodni przeciw ludzkości.
W 1978 został asesorem, a później sędzią w Sądzie Rejonowym dla Krakowa-Podgórza i dla Krakowa-Krowodrzy w Krakowie. Pełnił w jego ramach funkcję przewodniczącego wydziału cywilnego. W latach 1978–1981 członek PZPR. „Ewentualna” przynależność do „Solidarności” nie została potwierdzona według innych dokumentów. W kwietniu 1983 został odznaczony brązowym medalem za zasługi dla obronności kraju.
W 1986 przeszedł do Sądu Wojewódzkiego w Krakowie, w 1990 powierzono mu stanowisko wiceprezesa tego sądu. 1 lipca 1990 powołany na sędziego Sądu Najwyższego, nie spełniając – według portalu Niezależna.pl – głównego wymogu formalnego – 10-letniego stażu sędziowskiego i przejścia stosownego głosowania, zaczął orzekać w Izbie Pracy, Ubezpieczeń Społecznych i Spraw Publicznych. Od 2014 do 2016 był przewodniczącym Wydziału III tej izby.
Jako przedstawiciel Sądu Najwyższego w latach 1994–2002 był członkiem Krajowej Rady Sądownictwa, w której w latach 1998–2002 pełnił funkcję wiceprzewodniczącego. 30 sierpnia 2016 prezydent Andrzej Duda powołał go na stanowisko prezesa Sądu Najwyższego, kierującego pracą Izby Pracy, Ubezpieczeń Społecznych i Spraw Publicznych.
W 2018, po wejściu w życie uchwalonej z inicjatywy Prawa i Sprawiedliwości nowej ustawy o Sądzie Najwyższym, pozwalającej m.in. na szybsze przenoszenie sędziów SN w stan spoczynku, Józef Iwulski złożył oświadczenie o zamiarze dalszego orzekania, nie wskazując przy tym podstawy prawnej. Sędzia nie przedstawił wymaganego przepisami ustawy zaświadczenia lekarskiego. 4 lipca 2018 Małgorzata Gersdorf, w kontekście nasilającego się kryzysu wokół Sądu Najwyższego, wyznaczyła go jako swojego zastępcę na czas jej nieobecności w SN.
12 września 2018 prezydent Andrzej Duda powiadomił go na piśmie, że w tym dniu z mocy ustawy przeszedł jako sędzia Sądu Najwyższego w stan spoczynku. Pod wpływem protestów oraz postępowania przed TSUE, uchwalono ustawę z 21 listopada 2018 o zmianie ustawy o Sądzie Najwyższym, która uznawała kadencję Małgorzaty Gersdorf jako Pierwszego Prezes Sądu Najwyższego za nieprzerwaną, a sędziów SN, których wcześniej traktowano jako sędziów w stanie spoczynku, za sędziów w stanie czynnym. Wówczas podjął obowiązki orzecznicze oraz obowiązki prezesa SN.
16 września 2020 Sąd Najwyższy w składzie siedmiu sędziów, pod jego przewodnictwem, po rozpoznaniu w Izbie Pracy i Ubezpieczeń Społecznych zagadnienia prawnego w sprawie o sygn. III UZP 1/20, podjął uchwałę następującej treści: Kryterium „służby na rzecz totalitarnego państwa” określone w art. 13b ust. 1 ustawy z dnia 18 lutego 1994 r. o zaopatrzeniu emerytalnym funkcjonariuszy Policji, Agencji Bezpieczeństwa Wewnętrznego, Agencji Wywiadu, Służby Kontrwywiadu Wojskowego, Służby Wywiadu Wojskowego, Centralnego Biura Antykorupcyjnego, Straży Granicznej, Straży Marszałkowskiej, Służby Ochrony Państwa, Państwowej Straży Pożarnej, Służby Celno-Skarbowej i Służby Więziennej oraz ich rodzin (jednolity tekst: Dz. U. z 2020 r., poz. 723) powinno być oceniane na podstawie wszystkich okoliczności sprawy, w tym także na podstawie indywidualnych czynów i ich weryfikacji pod kątem naruszenia podstawowych praw i wolności człowieka.
W listopadzie 2020 w związku z zawiadomieniem o podejrzeniu popełnienia zbrodni komunistycznej złożonym przez Związek Młodych Adwokatów w następstwie wszczętego śledztwa prokuratorzy Głównej Komisji Ścigania Zbrodni przeciwko Narodowi Polskiemu (pionu śledczego Instytutu Pamięci Narodowej) wystąpili do Sądu Najwyższego o uchylenie sędziemu Iwulskiego immunitetu w związku z zamiarem postawienia mu zarzutu popełnienia zbrodni komunistycznej polegającej na bezprawnym skazaniu w październiku 1982 Leszka W., robotnika z Oświęcimia, na trzy lata pozbawienia wolności i dwa lata pozbawienia praw publicznych, ze względów politycznych i z naruszeniem praw człowieka za kolportowanie ulotek wymierzonych we władze PRL. Trzy dni po wydaniu wyroku Józef Iwulski został awansowany na stopień porucznika.
2 lipca 2021 Sąd Najwyższy w Izbie Dyscyplinarnej, w składzie trzyosobowym (SSN Małgorzata Bednarek – przewodnicząca, SSN Jarosław Duś i SSN Adam Grzegorz Roch), po rozpoznaniu wniosku IPN, zezwolił na pociągnięcie do odpowiedzialności karnej sędziego Iwulskiego (sygn. ID I 3/21) za zbrodnię przeciw ludzkości (klasyfikacja kwestionowana w zdaniu odrębnym), Józef Iwulski został zawieszony w pełnieniu obowiązków sędziego; mimo to po wydaniu wyroku, wbrew prawu uczestniczył w rozprawach, co było przedmiotem wniosku do prokuratury złożonego przez prof. Jana Majchrowskiego i dotąd (październik 2022) nie rozpoznanego.
30 sierpnia 2021 zakończył urzędowanie jako prezes Sądu Najwyższego kierujący pracą Izby Pracy i Ubezpieczeń Społecznych. 14 marca 2024 przeszedł w stan spoczynku.

## Ordery i odznaczenia
- Krzyż Oficerski Orderu Odrodzenia Polski – 2002[26]
- Srebrny Krzyż Zasługi – dwukrotnie (po raz drugi w 1995[27])

## Wybrane publikacje
- Kodeks pracy. Komentarz, współautor: Walerian Sanetra (2013)
- Komentarz do Kodeksu pracy, współautor: Walerian Sanetra (2009)
- Rozwiązanie stosunku pracy (1995, 1996, 1998, 2000)
- Ustawa o zwolnieniach grupowych, współautor: Kazimierz Jaśkowski (1995)
- Z aktualnych zagadnień prawa pracy i zabezpieczenia społecznego. Księga jubileuszowa profesora Waleriana Sanetry, red. nauk. wspólnie z Bogusławem Cudowskim (2013)[28]